# Kaririavis mater
Kaririavis mater — вимерлий вид птахоподібних динозаврів з формації ранньої крейди в Південній Америці на шахті Педра-Бранка, окрузі Нова-Олінда, штат Сеара, Бразилія. Зразок представлений ізольованою стопою, характеристики якої вказують на Ornithuromorpha.